# 港珠澳大橋穿梭巴士
港珠澳大橋穿梭巴士（英語：Hong Kong-Zhuhai-Macao Bridge Shuttle Bus）是來往香港離島區港珠澳大橋香港口岸與珠海市香洲區／澳門花地瑪堂區珠澳口岸人工島之間的過境穿梭巴士服務。穿梭巴士因為其金色的車身而被稱為「金巴士」或「金巴」。
廣東港珠澳大橋穿梭巴士有限公司服務，由香港港珠澳大橋穿梭巴士有限公司、澳門南光集團全資附屬的港珠澳陸路交通運輸(澳門)股份有限公司及廣東省珠海粵拱信海運輸有限責任公司下屬廣東港珠澳大橋穿梭巴士有限公司聯營。

## 路線
港珠澳大橋穿梭巴士提供兩條路線：
- 香港口岸↔澳門邊檢大樓（港澳線）
- 香港口岸↔珠海公路口岸（港珠線）

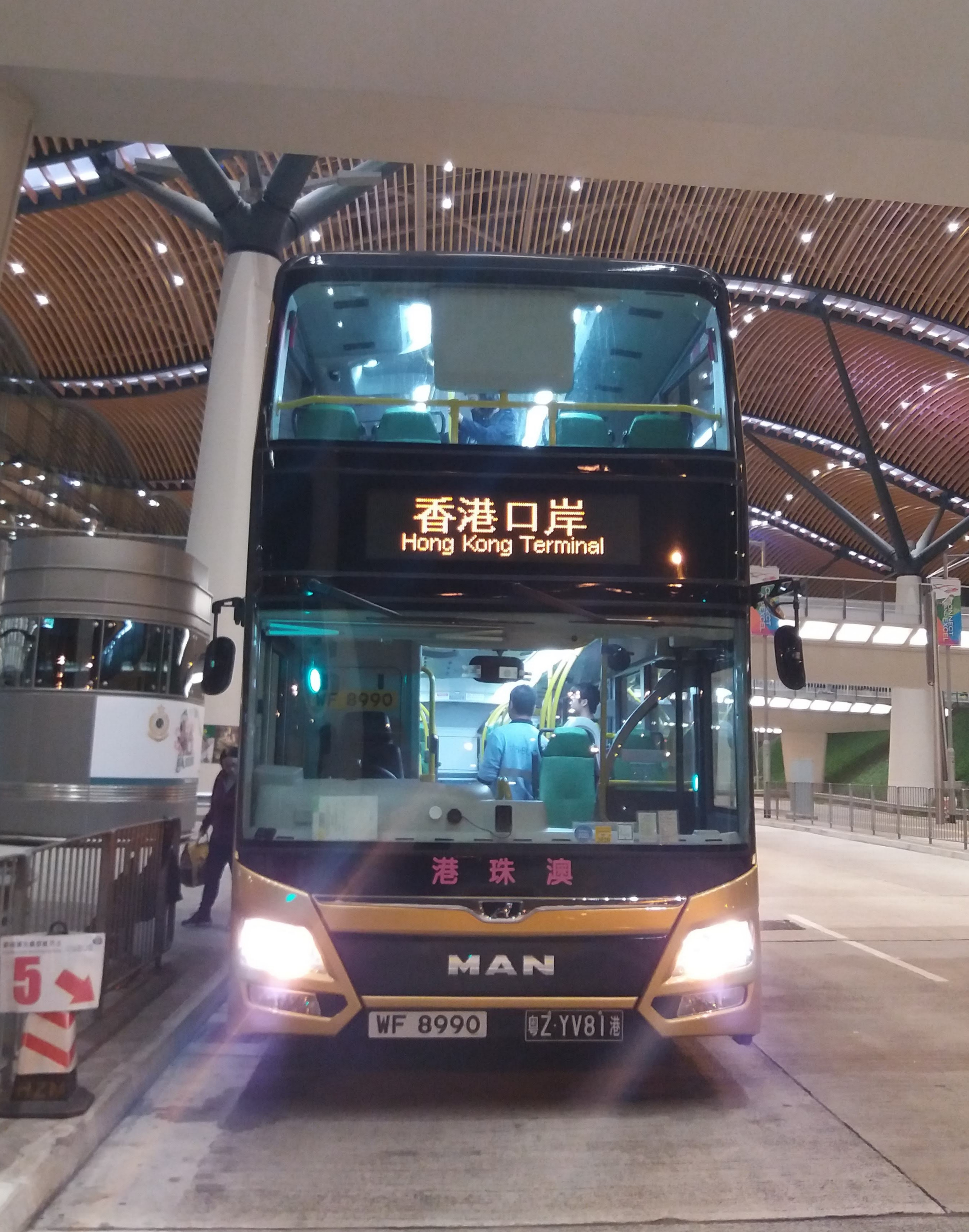
由澳門邊檢大樓返抵香港口岸的金巴穿梭巴士

港珠澳大橋穿梭巴士僅在香港特別行政區和廣東省珠海市／澳門特別行政區之間的禁區範圍內行駛。搭乘此路線的旅客，必須持有有效證件，否則會被檢控。

### 路線圖
|  |  |  |

|  |  |  |

|  |  |  |

|  |  |  |

|  |  |  |

|  |  |  |

|  |  |  |

|  |  |  |

|  |  |  |

|  |  |  |

|  |  |  |

|  |  |  |

|  |  |

|  |  |  |  |  |  |  |  |

|  |  |

|  |  |  |

|  |  |  |

|  |  |  |

|  |  |  |

|  |  |  |

|  |  |  |

|  |  |  |

|  |  |  |

|  |  |  |

|  |  |  |

|  |  |  |

|  |  |  |

|  |  |

|  |  |  |  |  |  |  |  |

|  |  |

|  |  |  |

|  |  |  |

|  |  |  |

|  |  |  |

|  |  |  |

|  |  |  |

|  |  |  |

|  |  |  |

|  |  |  |

|  |  |  |

|  |  |  |

|  |  |  |

|  |  |

|  |  |  |  |  |  |  |  |

|  |  |

|  |  |  |

|  |  |  |

|  |  |  |

|  |  |  |

|  |  |  |

|  |  |  |

|  |  |  |

|  |  |  |

|  |  |  |

|  |  |  |

|  |  |  |

|  |  |  |

|  |  |

|  |  |  |  |  |  |  |  |

|  |  |

## 票價
| 票價     | 票價 | 港澳線／港珠線 | 港澳線／港珠線 |
| 票價     | 票價 | 港幣／澳門幣   | 人民幣         |
| -------- | ---- | -------------- | -------------- |
| 日間票價 | 成人 | 65             | 58             |
| 日間票價 | 優惠 | 33             | 29             |
| 夜間票價 | 成人 | 70             | 63             |
| 夜間票價 | 優惠 | 35             | 32             |

- 夜間票價時段：00:00-05:59。
- 優惠票價購買資格：未滿12歲且身高不足1.2米之兒童、傷健人士和65歲及以上長者。

### 付款方式
旅客可在出境前在三個口岸的售票處及自助售票機購票。各口岸的售票處及自助售票機支持的支付方式均不相同。
因應經大橋抵港旅客過多，2018年11月24日起，珠海往香港方向全面實行網上限量售票。所有經珠海往香港的大陸旅客(持有即日從香港國際機場出發機票者除外)，須事先在營運商的微信公眾號購票後，才可於指定日子及時段，在珠海搭穿梭巴士往香港。持有外國護照、香港、澳門居民身份證的旅客，仍可在珠海公路口岸現場購票。
2022年1月4日起，为遏制黄牛高价倒票，於港珠澳大橋穿梭巴士微信公眾號及網頁購買香港往珠海班次的巴士車票，2022年2月22日起更擴展至香港往澳門班次的車票，必須提供乘車人士資料姓名及有效身份證明檔號碼。工作人員會在發票或登車期間要求旅客出示身份證明檔正本。
| 付款方式  | 付款方式             | 香港口岸 | 香港口岸       | 澳門邊檢大樓 | 澳門邊檢大樓   | 珠海公路口岸   | 珠海公路口岸   |   |
| 付款方式  | 付款方式             | 售票處   | 自助售票機     | 售票處       | 自助售票機     | 售票處         | 自助售票機     |   |
| --------- | -------------------- | -------- | -------------- | ------------ | -------------- | -------------- | -------------- | - |
| 現金      | 人民幣               | ✓        | ✗              | ✓            | ✗              | ✓              | ✗              |   |
| 現金      | 港幣                 | ✓        | ✗              | ✓            | ✗              | ✗              | ✗              |   |
| 現金      | 澳門幣               | ✓        | ✗              | ✓            | ✗              | ✗              | ✗              |   |
| 信用卡    | Visa                 | ✓        | ✗              | ✓            | ✗              | ✓              | ✗              |   |
| 信用卡    | 萬事達卡             | ✓        | ✗              | ✓            | ✗              | ✓              | ✗              |   |
| 信用卡    | 銀聯                 | ✓        | ✗              | ✓            | ✗              | ✓              | ✗              |   |
| 信用卡    | JCB                  | ✓        | ✗              | ✗            | ✗              | ✗              | ✗              |   |
| 支付寶    | 大陸帳號             | ✓        | ✓ （僅正價票） | ✓            | ✓ （僅正價票） | ✓              | ✓              |   |
| 支付寶    | 香港帳號（AlipayHK） | ✓        | ✓ （僅正價票） | ✗            | ✗              | ✗              | ✗              |   |
| 微信支付  | 大陸帳號，大陸錢包   | ✓        | ✓ （僅正價票） | ✓            | ✓              | ✓ （僅正價票） | ✓              | ✓ |
| 微信支付  | 香港帳號，香港錢包   | ✓        | ✓ （僅正價票） | ✓            | ✗              | ✗              | ✗              | ✗ |
| 微信支付  | 香港帳號，大陸錢包   | ✗        | ✗              | ✗            | ✗              | ✓              | ✓              |   |
| 云闪付App | 云闪付App            | ✗        | ✓              | ✗            | ✗              | ✗              | ✗              |   |
| 八達通    | 八達通               | ✓        | ✓              | ✓            | ✓              | ✗              | ✗              |   |
| BocPay    | BocPay               | ✗        | ✓              | ✗            | ✗              | ✗              | ✗              |   |
| 澳門通    | 澳門通               | ✗        | ✗              | ✓            | ✓ （僅正價票） | ✗              | ✗              |   |
| 澳門錢包  | 澳門錢包             | ✗        | ✓ （僅正價票） | ✓            | ✓ （僅正價票） | ✗              | ✓ （僅正價票） |   |
| 聚易用    | 聚易用               | ✗        | ✗              | ✓            | ✓              | ✗              | ✗              |   |
| 交通聯合  | 交通聯合             | ✗        | ✓              | ✗            | ✗              | ✗              | ✗              |   |

## 服務時間及班距
本路線24小時服務。
| 服務時間    | 班距(分鐘)           | 班距(分鐘)           |
| 服務時間    | 港澳線               | 港珠線               |
| ----------- | -------------------- | -------------------- |
| 06:00-06:59 | 10-15                | 10-15                |
| 07:00-09:59 | 5                    | 5                    |
| 10:00-16:59 | 10-15                | 10-15                |
| 17:00-20:59 | 5                    | 5                    |
| 21:00-23:59 | 10-15                | 10-15                |
| 00:00-05:59 | 15-30 (夜間票價時段) | 15-30 (夜間票價時段) |

此為每天正常班距，尖峰時段及公眾假期視乎客量加開班車疏導旅客。
當澳門氣象局懸掛八號或以上風球時，港澳線停駛。
港澳線末班車發車時間為澳門氣象局已預告懸掛八號風球前15分鐘。

### 2019冠狀病毒病疫情期間臨時安排
2020年2月1日至2022年12月14日間，所有班次為10：30，12：00，14：00，16：00，18：00及20：10。
- 由2022年12月15日起港珠線服務臨時安排
  - 香港口岸開：11:00 / 12:00 / 13:00 (珠海隔離酒店)、14:00 (中山隔離酒店)、15:00 / 16:00 (江門隔離酒店)、17:00 (中山隔離酒店)、18:00 / 19:00 / 20:00  (珠海隔離酒店)
  - 珠海口岸開：11:00、13:00、15:00、17:00、19:00

- 由2022年12月17日起港澳線服務臨時安排
  - 香港口岸開：10:30-19:30
  - 澳門口岸開：12:00-20:00
  - （每小時一班，12月17日至25日14:30、18日15:30澳門至香港車票的旅客可持購票憑證乘坐當日所有班次有效）
- 2023年1月8日0時起，港珠線、港澳線恢復24小時營運。[6]

## 使用車輛
- 車隊合共136輛，由60輛矮身版的猛獅A95 ND363F雙層巴士、40輛35座的斯堪尼亞K250UB單層巴士、22輛斯堪尼亞K410IB、8輛斯堪尼亞K410CB及6輛富豪B13R旅遊巴士構成[7]。同時向其他跨境巴士營辦商也租借有其他车辆。
- 2018年12月31日，港珠澳大橋穿梭巴士有限公司董事長張廣友表示，已訂購20輛單層巴士及40輛雙層巴士，預料最快分別於農曆新年前及2019年中至第三季投入服務。

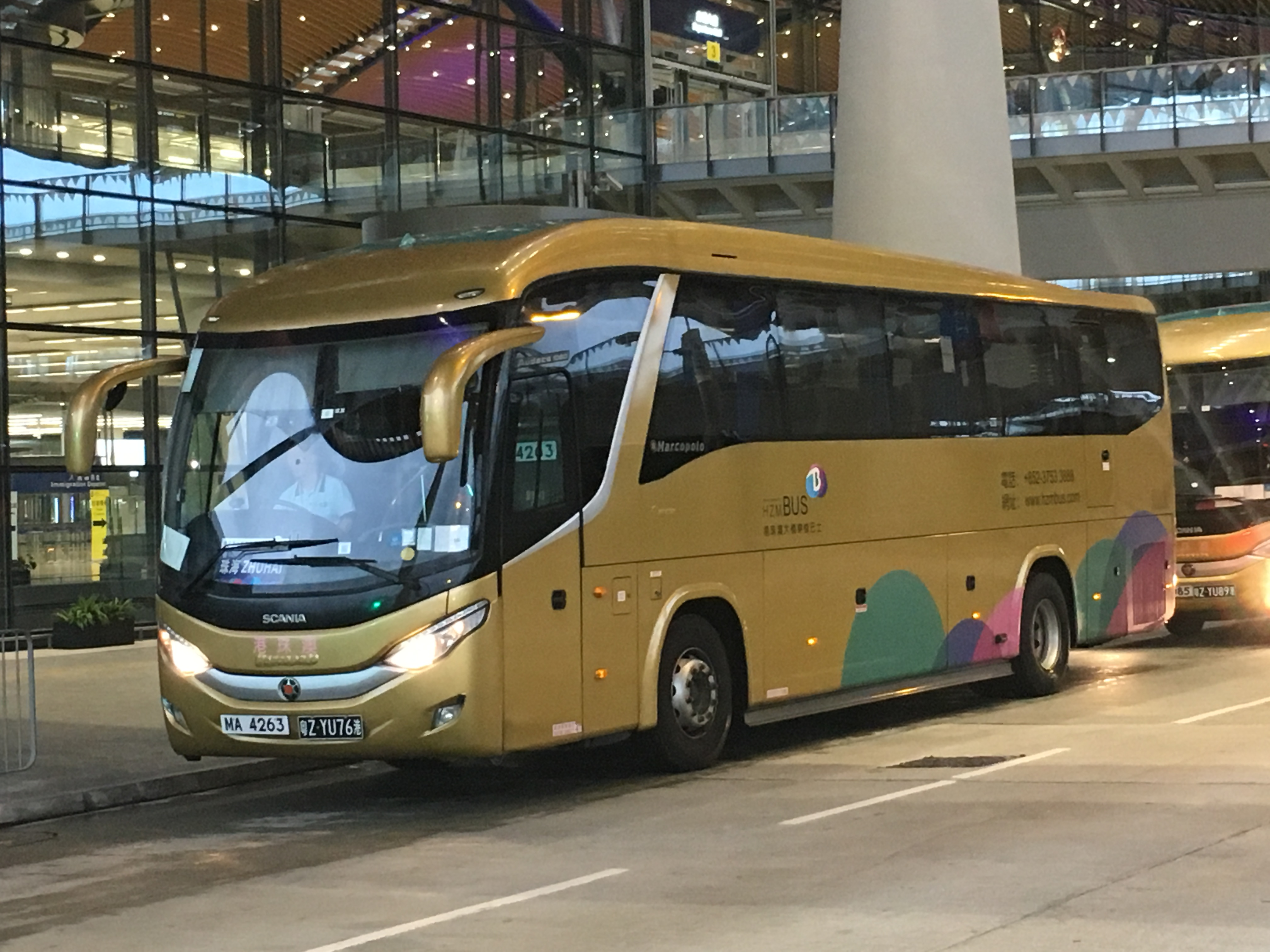
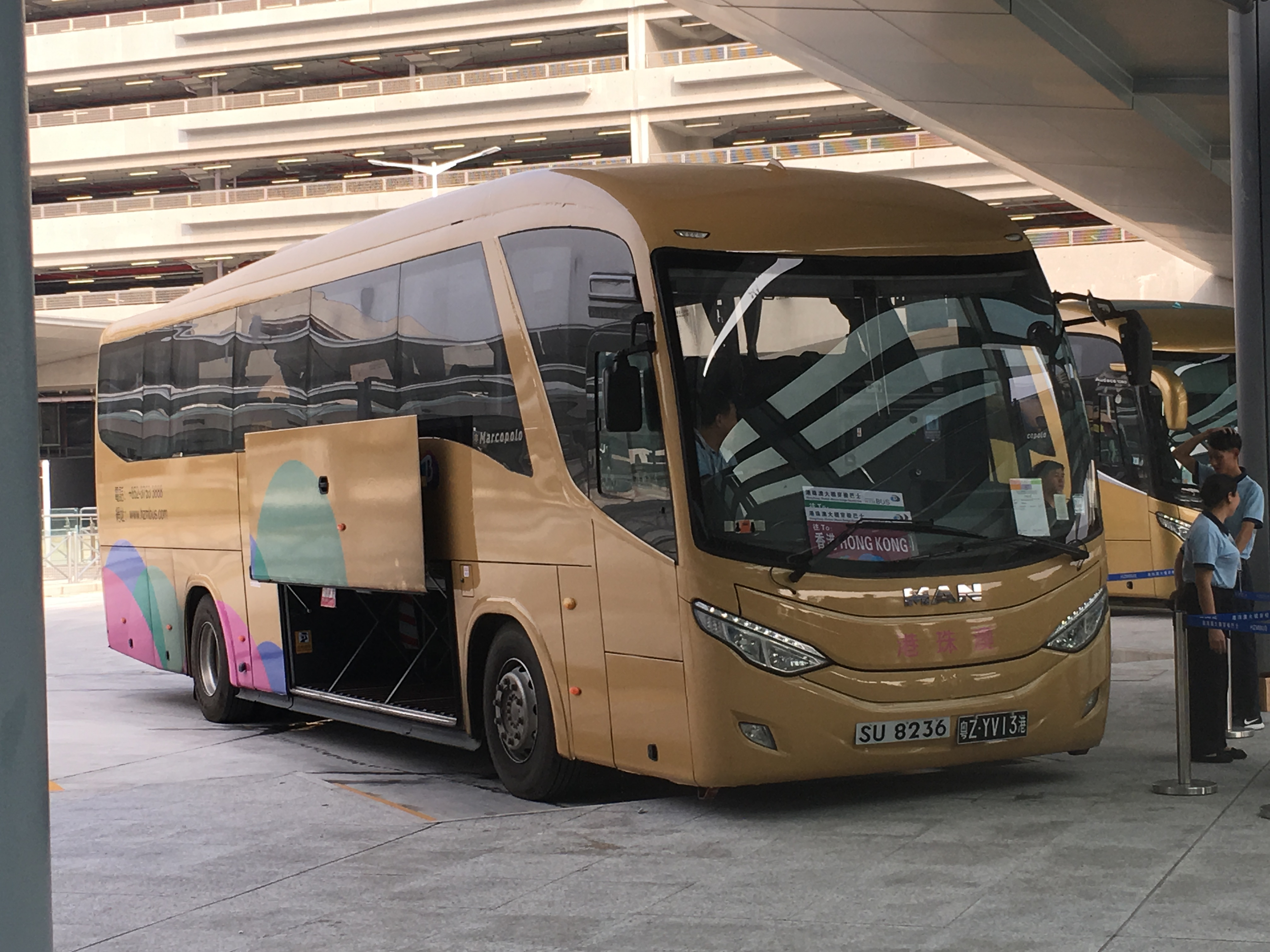
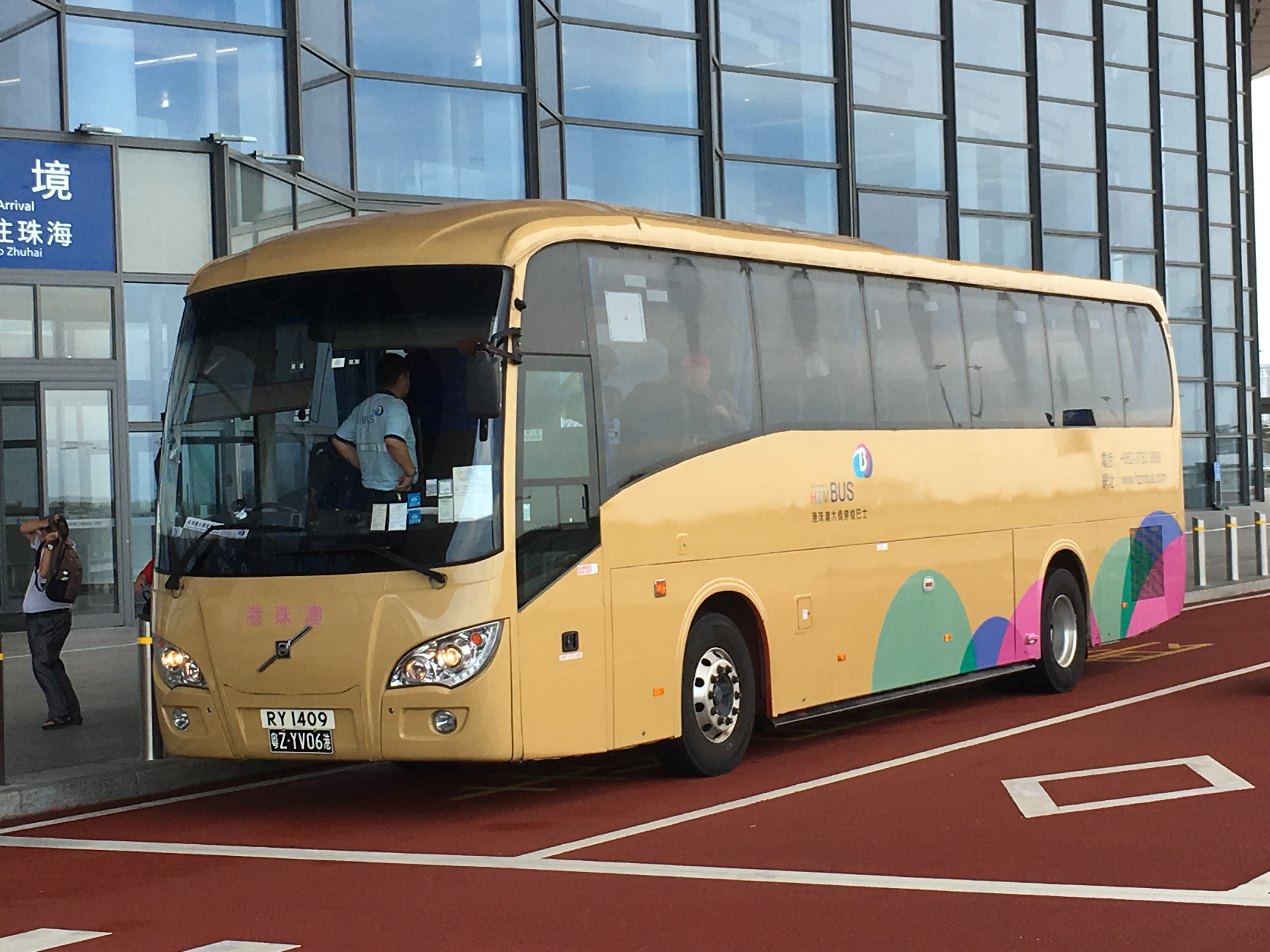
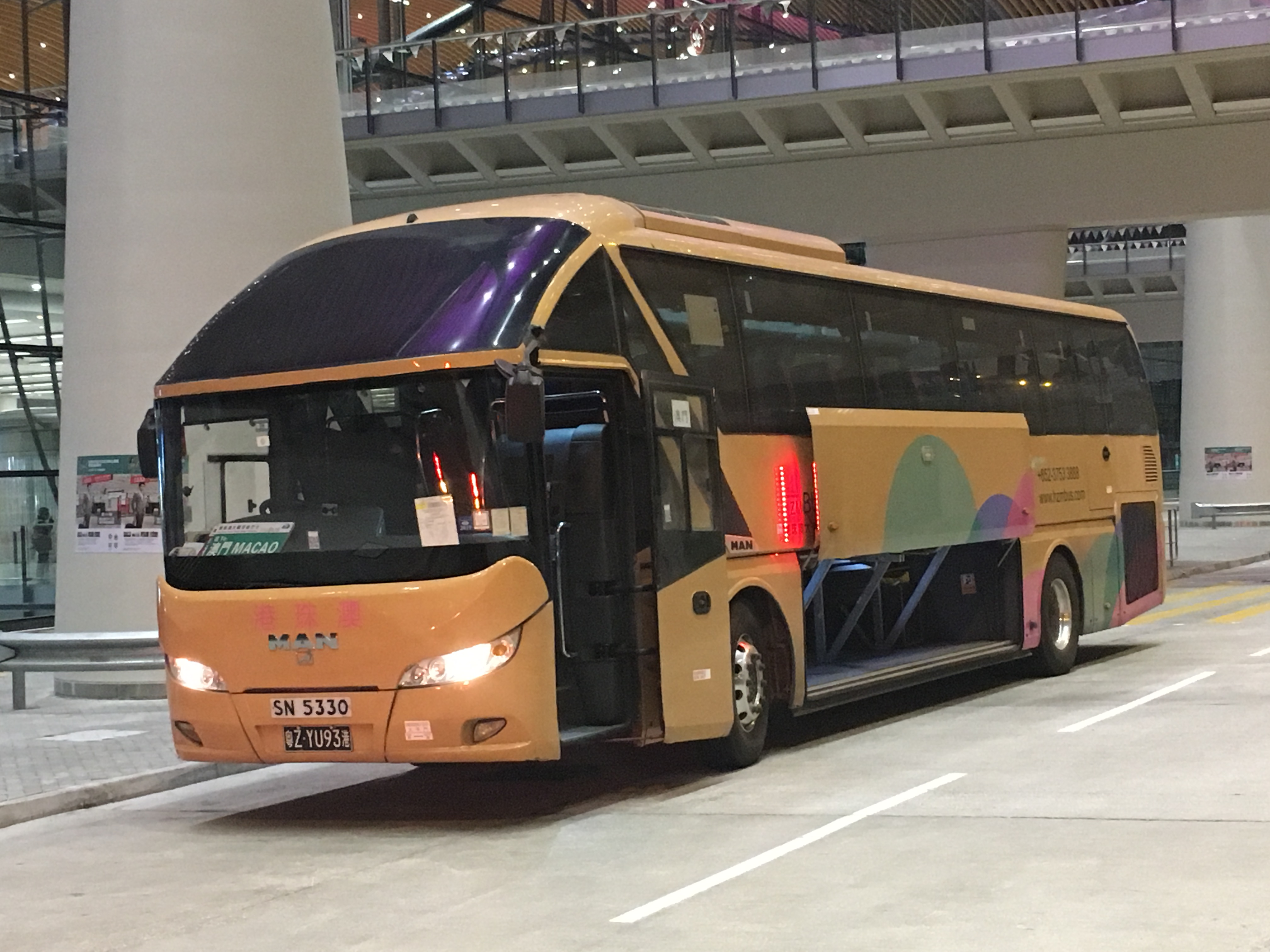
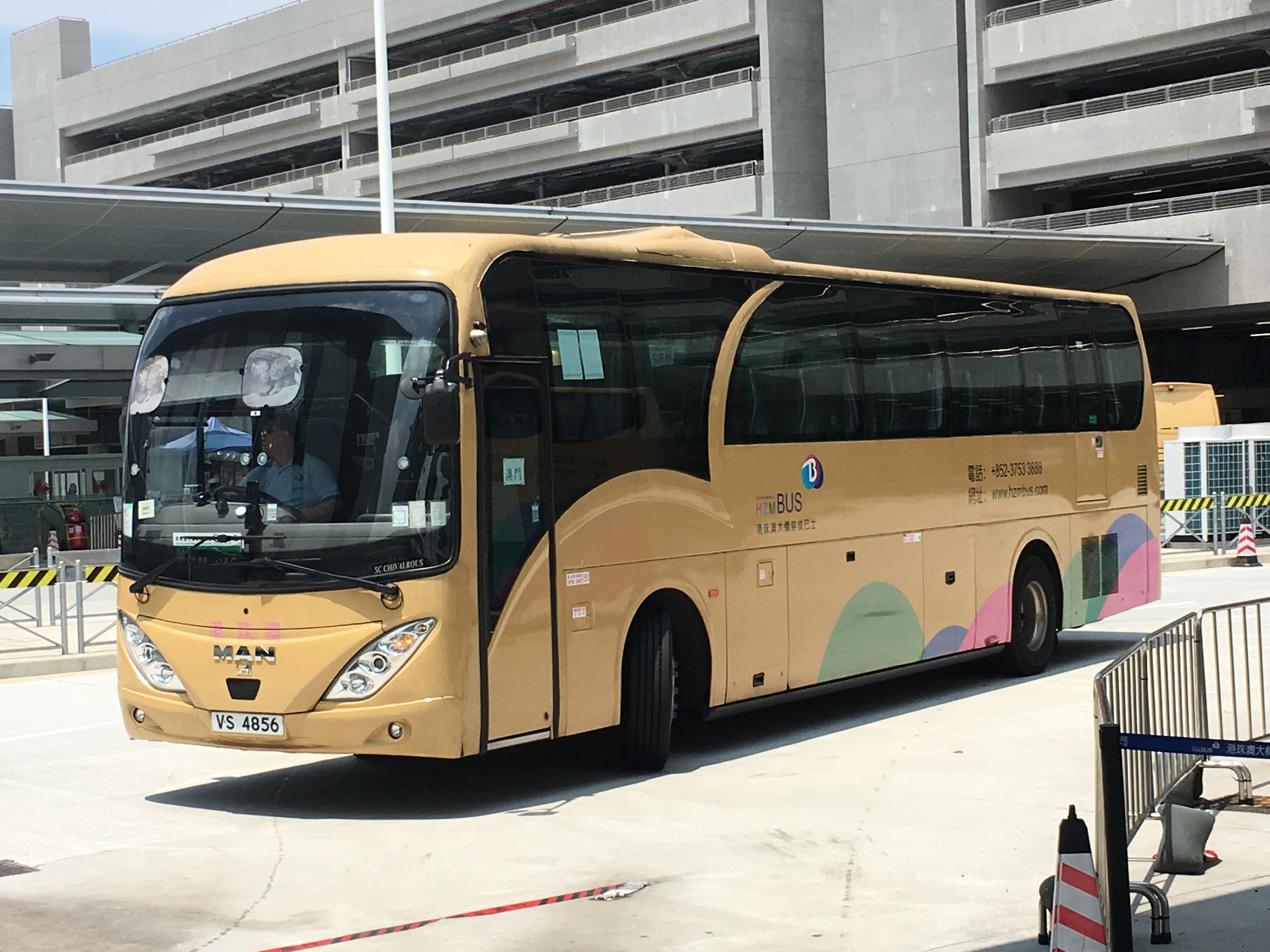
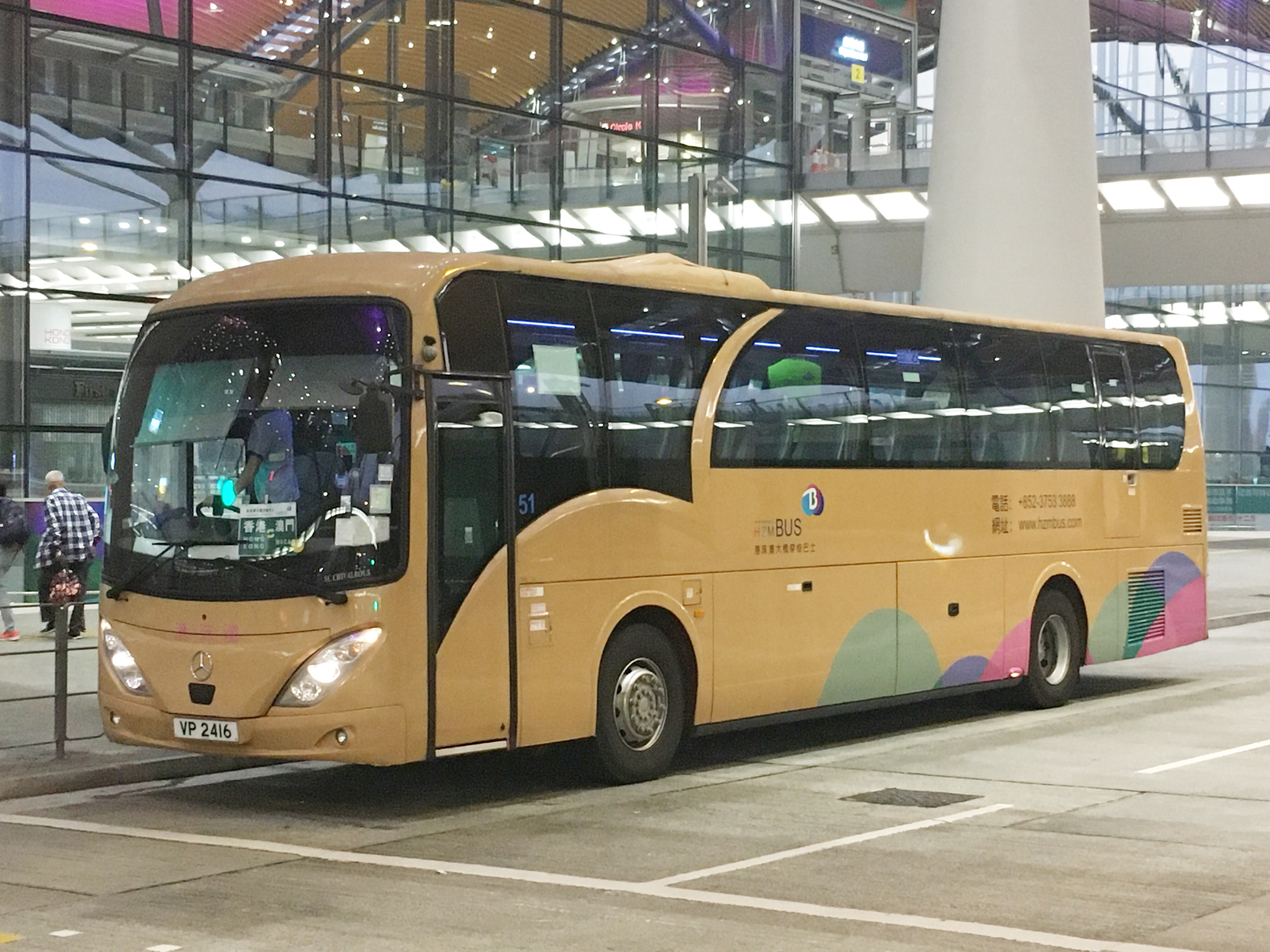
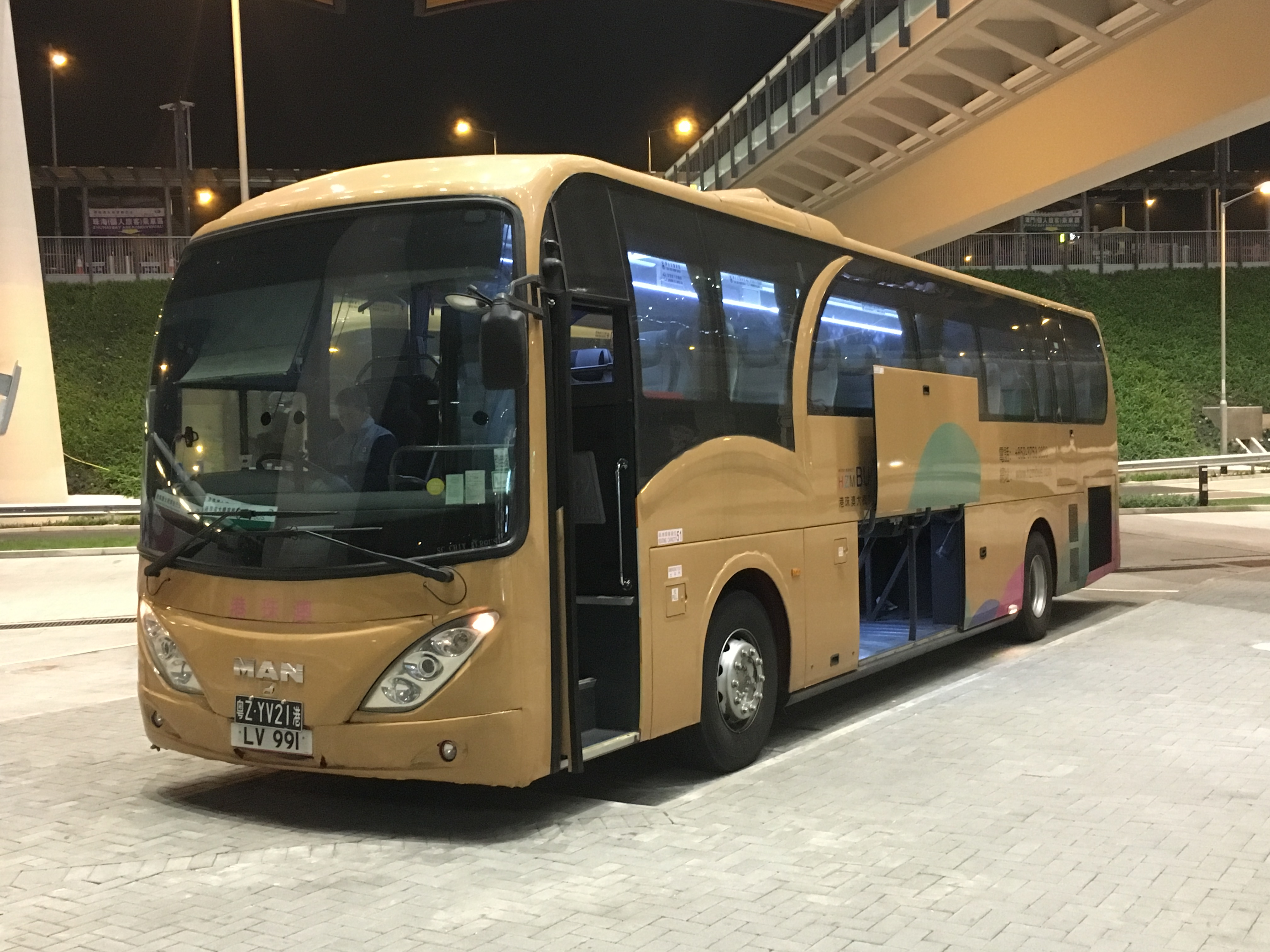
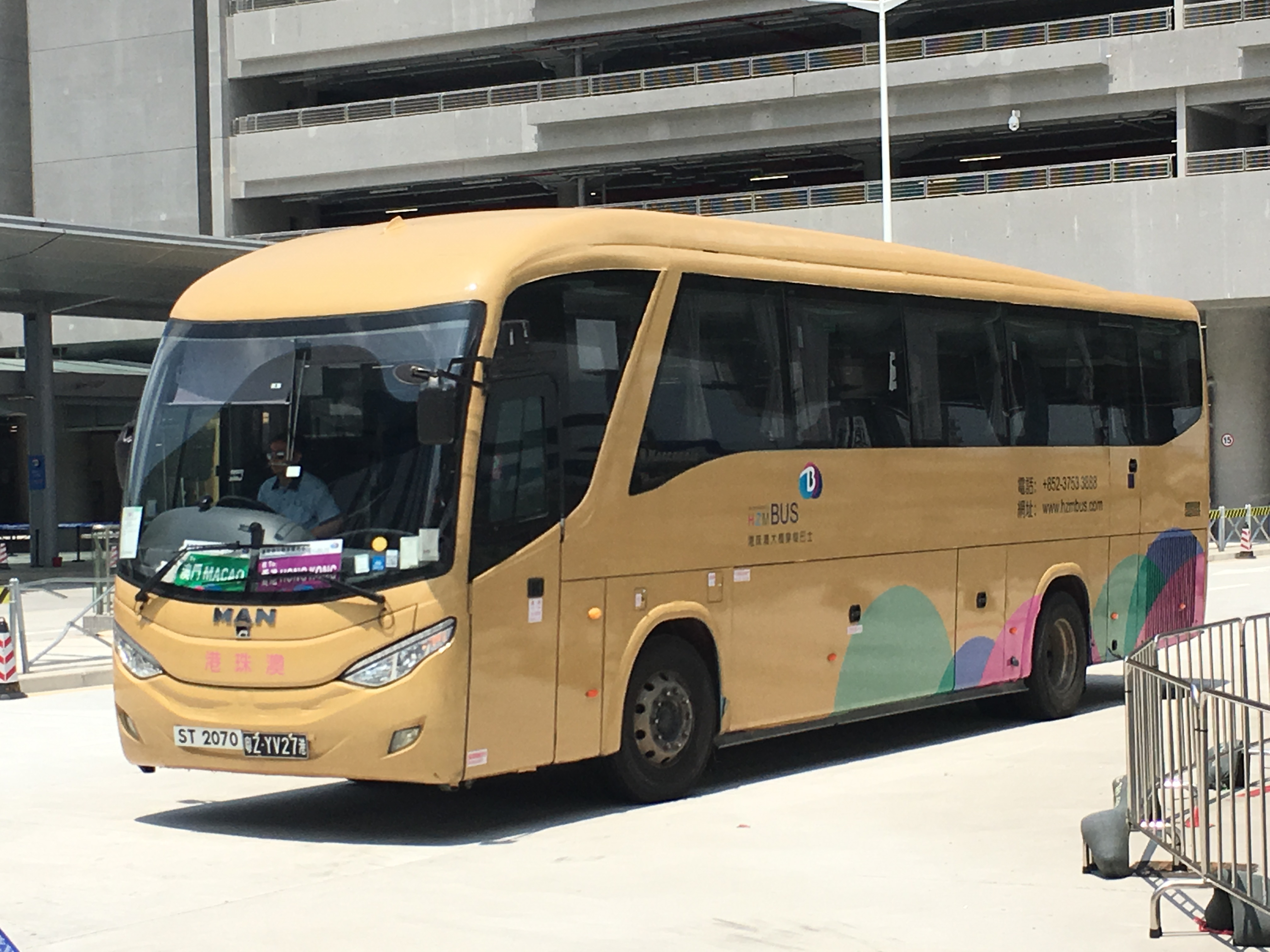
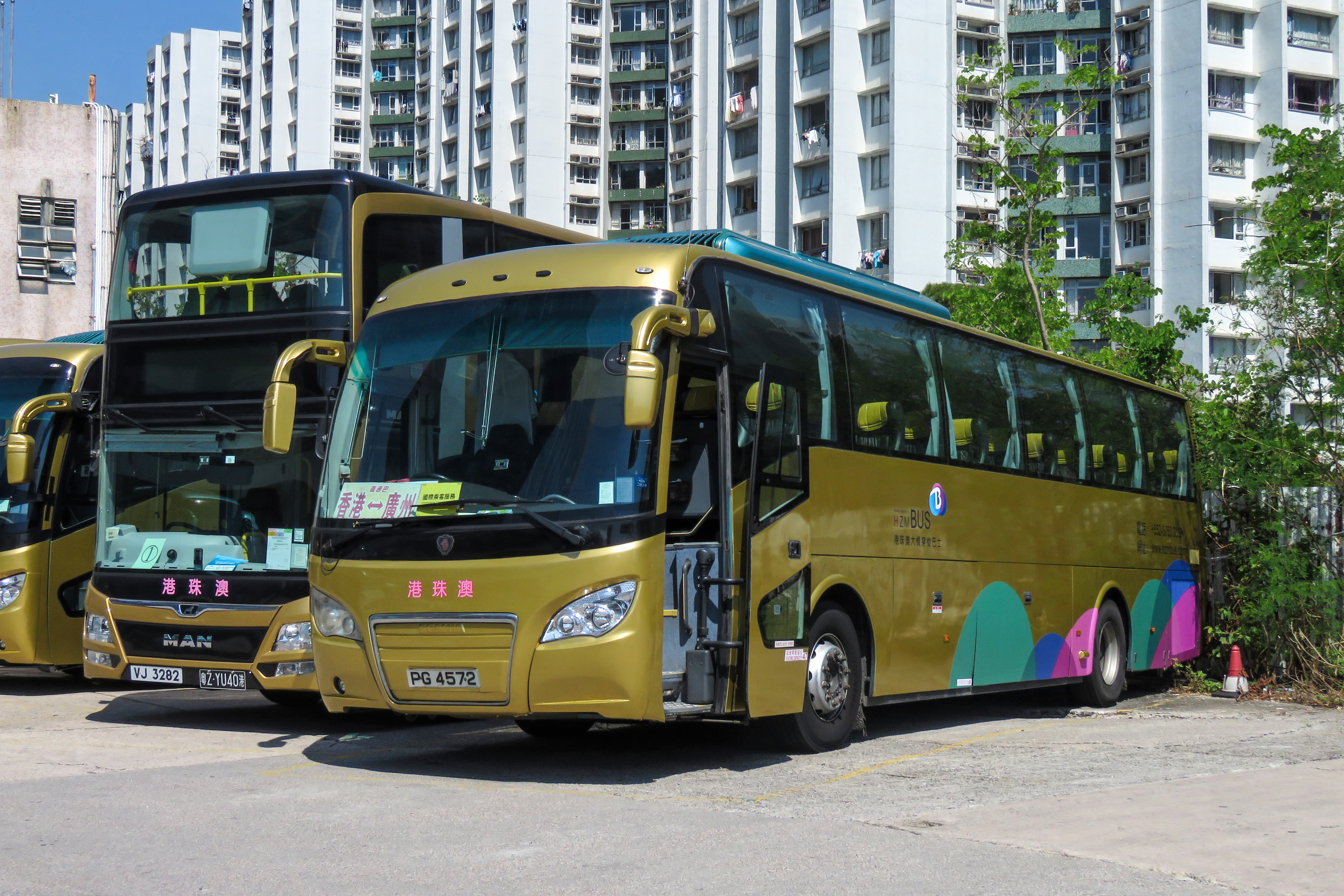
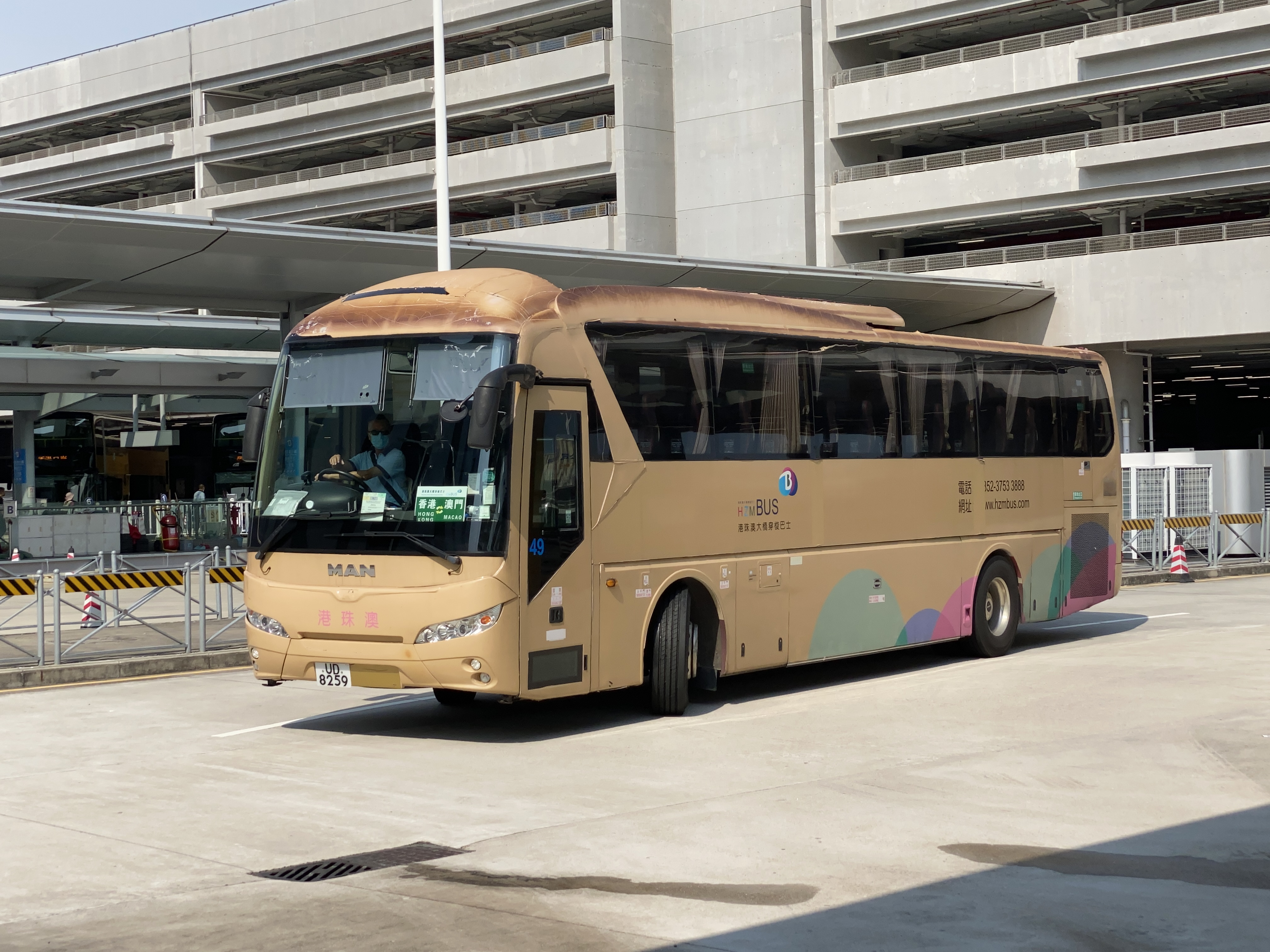

### 車輛列表
| 金巴現役車隊      |      |               |              |                   |                      |                            |                     |                                       |
| 型號              | 圖片 | 總數 （現役量 | 服役年份     | 車身              | 載客量               | 引擎                       | 波箱                | 備註                                  |
| 單層巴士/旅遊巴士 |      |               |              |                   |                      |                            |                     |                                       |
| 斯堪尼亞K250UB    |      | 40 （40）     | 2018年-至今  | Higer             | L35 （1輪椅位）      | Scania DC9 （Euro 5）      | Scania Opticruise   | 左方前門+右方中門                     |
| 斯堪尼亞K410IB    |      | 20 （？）     | 2019年－至今 | Higer T50         | L49                  | Scania DC13 115 （Euro 6） | Scania GR875R       | 香港旅遊巴士規格                      |
| 雙層巴士          |      |               |              |                   |                      |                            |                     |                                       |
| MAN ND363F（A95） |      | 20 （20）     | 2018年－至今 | Gemilang Facelift | U59／L20 （1輪椅位） | MAN D2066LUH-33 （Euro 5） | ZF EcoLife 6AP2000B | 左右兩邊中門                          |
| MAN ND363F（A95） |      | 40 （40）     | 2019年-至今  | Gemilang Facelift | U59／L24 （1輪椅位） | MAN D2066LUH-33 （Euro 6） | ZF EcoLife 6AP2000B | 只有右方設有中門 原左方中門改為太平門 |

## 歷史

### 招標過程
- 2017年6月，「港珠澳大橋跨界通行政策協調小組」宣布公開招標「港珠澳大橋口岸穿梭巴士營辦商」，包括往來港珠澳大橋珠海、香港、澳門三地口岸的港珠線和港澳線穿梭巴士營辦商。[8]
- 2017年8月，廣東省公共資源交易中心公布評標結果，珠海粵拱信海運輸有限責任公司、港珠澳大橋穿梭巴士有限公司、港珠澳陸路交通運輸(澳門)股份有限公司聯合體就「港珠澳大橋口岸穿梭巴士營辦商」排名第一，為中標侯選人，排名第二為深圳市西湖服務巴士有限公司、星全有限公司、澳門新福利客運服務股份有限公司聯合體，排可第三為粵港汽車運輸聯營有限公司、威盛運輸企業有限公司、澳門天馬旅行社有限公司聯合體[9]。
- 2017年8月18日，廣東省公共資源交易中心公佈的《港珠澳大橋口岸穿梭巴士營辦商評標結果公示》，珠海粵拱信海運輸有限責任公司、港珠澳大橋穿梭巴士有限公司、港珠澳陸路交通運輸（澳門）股份有限公司聯合體確定為中標候選人[10]。

### 正式營運
- 2018年10月24日：港珠澳大橋穿梭巴士配合港珠澳大橋通車開始載客營運[11]。
- 2018年10月28日：港珠澳大橋通車後首個周日創下7.8萬出入境人次高峰，港、澳口岸均出現逾千人名排隊「金巴」的情況，有旅客表示等了超過一小時才能上車。運輸及房屋局長陳帆表示現時每小時有90班穿梭巴士已「足以應付」。營辦商表示乘客人數超出預期，承認現有車隊應付不到現時需要，未來亦考慮購入更多巴士，增加客運量。[12]
- 2019年7月31日，熱帶風暴韋帕吹襲影響，港澳兩地一度發出八號熱帶氣旋警告信號，金巴港珠線和港澳線仍正常運作，其中在港珠澳大橋澳門邊檢大樓，大批旅客因澳門本地所有公共交通服務暫停而滯留，澳門交通事務局於是安排兩條往返港珠澳大橋澳門邊檢大樓以正常路線或特班車方式運作作出疏導[13]。事後，營辦方與澳門交通事務局於同年8月5日達成協議，當澳門地球物理暨氣象局預告即將發出八號熱帶氣旋警告時，港澳線末班車於澳門預告發出八號風球前15分鐘開出末班車[14]。

### 疫情初期臨時安排
- 2020年1月30日起，为配合香港特区政府因應COVID-19防控需要而導致的压缩跨境人流，港珠澳大橋穿梭巴士调减班距，起初澳门线班距调整至每15-20分钟一班（凌晨班距为30分钟），珠海线班距调整至15-30分钟（凌晨班距为60分钟）[15]，之后因应香港特区政府公布进一步压缩跨境人流的防疫管制措施，班距再次调减。自2月8日起，澳门线调减班距至30-60分钟，珠海线则调减班距至60分钟。[16]

### 疫情期間臨時安排
- 受COVID-19疫情持續影響，港澳政府加強防疫措施，金巴港澳線於2020年4月6日凌晨零時至5月6日臨時停運[17]。停運前尾班車為2020年4月5日晚上8時[18]。
- 2020年4月10日起，金巴港珠線全日開出班次減至6班次，頭班車於早上10時半開出，尾班車則於晚上8時10分開出。[19]
- 2020年5月8日，金巴港澳線復運，並提供有限度服務。[20] 每天港澳對開各六班車，首班車於上午10時30分開出，之後每兩小時一班車，尾班車為晚上8時10分。[21]
- 2020年7月13日中午12時起，因應因應COVID-19疫情澳門本地防疫需要，為保障同車乘客及工作人員的安全，乘坐港澳線前往澳門的旅客需出示7日內的COVID-19核酸檢測陰性證明。[22]
- 2020年7月18日，因應COVID-19疫情防控需要，所有選擇金巴出行的旅客需要通過微信公眾號預先購票，不再在港珠澳大橋香港、澳門、珠海口岸提供人工售票服務。已購票旅客在抵達上述出境口岸後在穿梭巴士售票處取票，乘坐對應班次車輛出行，逾時不設退改票。旅客可通過微信公眾號購買14天內對應班次車票。實行往返雙向班車方式運營，單向每天各開行6班（10:30、12:00、14:00、16:00、18:00、20:10），每班車限售票量為40位。旅客登車後需要隔座入坐並全程戴口罩。[23][24]
- 2020年11月17日，為配合香港政府「回港易」計劃政策推行，金巴港珠線和港澳線往香港方向於11月22日起加密班距，港珠線往香港班距加密至30分鐘，港澳線往香港班距加密至60分鐘，其餘班距包括原有班次，包括香港往珠海或澳門班次維持不變。[25]
- 2020年12月9日，港珠線及港澳線再度調整前往香港的班次時間到全日各十班。[26]
- 2021年4月1日，港珠線及港澳線往香港班次由原本每日十班調整為每日六班。[27]
- 2021年9月1日，客服中心臨時調整服務時間由原來24小時改為每天上午8時至午夜12時。[28]
- 2022年1月4日起，港珠線網上投票要透過微信公眾號及網頁購買，另須提供乘車人士資料姓名及有效身份證明文件號碼。[29]
- 2022年1月17日，因珠海爆發聚集性疫情，據珠海市新型冠狀病毒肺炎疫情防控指揮部發布的最新消息，金巴港珠線將於1月18日凌晨0時起取消雙向運行。[30] 同年1月31日，金巴港珠線恢復單向往香港服務，香港往珠海班次繼續暫停。[31]
- 2022年2月3日，乘坐港澳線往澳門人士在登車前須出示採樣日後24小時內的核酸檢測陰性結果紙質證明，入境後要接受14天指定地點的醫學觀察。[32]
- 2022年2月12日，因應大批人士需前往中國內地，香港往珠海班次恢復雙向恢復運行服務，每日提供12班由香港至中山、 江門、 珠海隔離酒店的直通巴士，最早一班為上午10點30分，最晚一班為晚上8時10分。[33]
- 2022年2月17日，因澳門特別行政區防疫工作安排調整，由當天起港澳線雙向取消20:10班次，直至另行通知。對已購買2022年2月17日起20:10班次車票的旅客將做全額退票處理。[34]
- 2022年2月22日，港珠線服務班次由同年3月1日起作出調整，最早一班為上午10時半；最晚一班為晚上7時。[35]另外，所有乘港珠線前往珠海人士在登乘港珠澳大橋穿梭巴士前，必須出示由粵港兩地互認的香港核酸檢測機構，且必須由檢測機構的工作人員採樣、送檢檢測後出具的24小時內核酸檢測陰性報告。不得由入境人員自行採樣送檢。使用自行採樣送檢後出具的核酸陰性報告、入境時篩查出陽性的人員，造成疫情傳播的，將按內地法律法規依法追究責任。[36]
- 2022年3月2日，因應香港疫情變化，澳珠兩地政府部門通知金巴港澳線和港珠線班次服務再作調整。而香港往澳門班次於即日起暫停在線售票，旅客需按已預訂的相關醫學觀察酒店確認單內的提示乘車。至於澳門往香港班次方面，旅客需於港珠澳大橋穿梭巴士官網或微信公眾號預購車票。[37][38]
- 2022年5月6日，因澳門特區政府調整對香港入境人士入住醫觀酒店規定和防疫政策，金巴港澳線由同年5月8日起調整至每日兩班。[39]
- 2022年5月11日至13日，因珠海受強降雨和水浸影響，金巴港珠線於5月11日下午2時起停運到5月14日恢復。[40]

### 復常後相關安排
- 2022年12月9日和12日，港珠線增開香港往珠海兩個班次[41]。
- 2022年12月15日，香港往珠海方向再增開14:30班次[42]。
- 2022年12月17日，香港往返澳門班次調整至每小時一班，香港往澳門服務時間為10:30-19:30；澳門往香港服務時間為12:00-20:00[43]。
- 2023年1月5日，金巴港澳線班車不再實行實名制購票，同時恢復現場售票[44]。
- 2023年1月8日0時起，港珠澳大橋穿梭巴士香港往返珠海、澳门班線恢復24小時營運服務。[6]当日0时42分，恢复全面营运的首趟港珠澳大桥穿梭巴士从香港口岸出发后，抵达港珠澳大桥珠海公路口岸，车上载有27名香港入境旅客，成为中港恢复正常通关后内地迎来的首批香港入境旅客。同日0时3分，6名内地旅客从港珠澳大桥珠海公路口岸出境前往香港[45]。
- 2023年2月6日0时起，港珠澳大桥穿梭巴士香港往返珠海班线恢复线下售票服务。[46]

## 批評
現時港澳線司機只有40至50人，在人手不足和不是專營巴士公司並無規定工作時數的情況下，有巴士司機表示在週日需工作近13小時，來回大橋六次，超出公司要求穿梭10程的規定，自己感到身體超出人體極限，加上港珠澳大橋風大，很容易「瞌眼瞓」（打瞌睡），而且公司表明大橋開通首半個月不能放假，月入較駕駛跨境長途巴士遠低很多，認為休息時間不合理，也對乘客危險。記者嘗試聯絡營運金巴的港珠澳大橋穿梭巴士公司，但電話無法接通。有份合營金巴的冠忠巴士集團承認抽調部分員工至金巴，但不評論金巴運作。

## 備註
1. ↑  僅以澳門幣找續
2. ↑  優惠票必須以小童／長者八達通／「樂悠咭」（65歲或以上）／「殘疾人士身分」個人八達通購買
3. ↑  僅限使用帶有交通聯合標誌的澳門通─全國通卡、岭南通·澳门通、深澳一卡通和珠澳联名公交卡

## 外部連結
- 港珠澳大橋穿梭巴士官方網站 （页面存档备份，存于）
- 陳倩婷. . 香港01. 2018-05-26  [2018-10-21]. （原始内容存档于2021-01-24） （中文（香港））.
- 香港巴士大典上的相关条目：港珠澳大橋穿梭巴士